# 다롄 프로

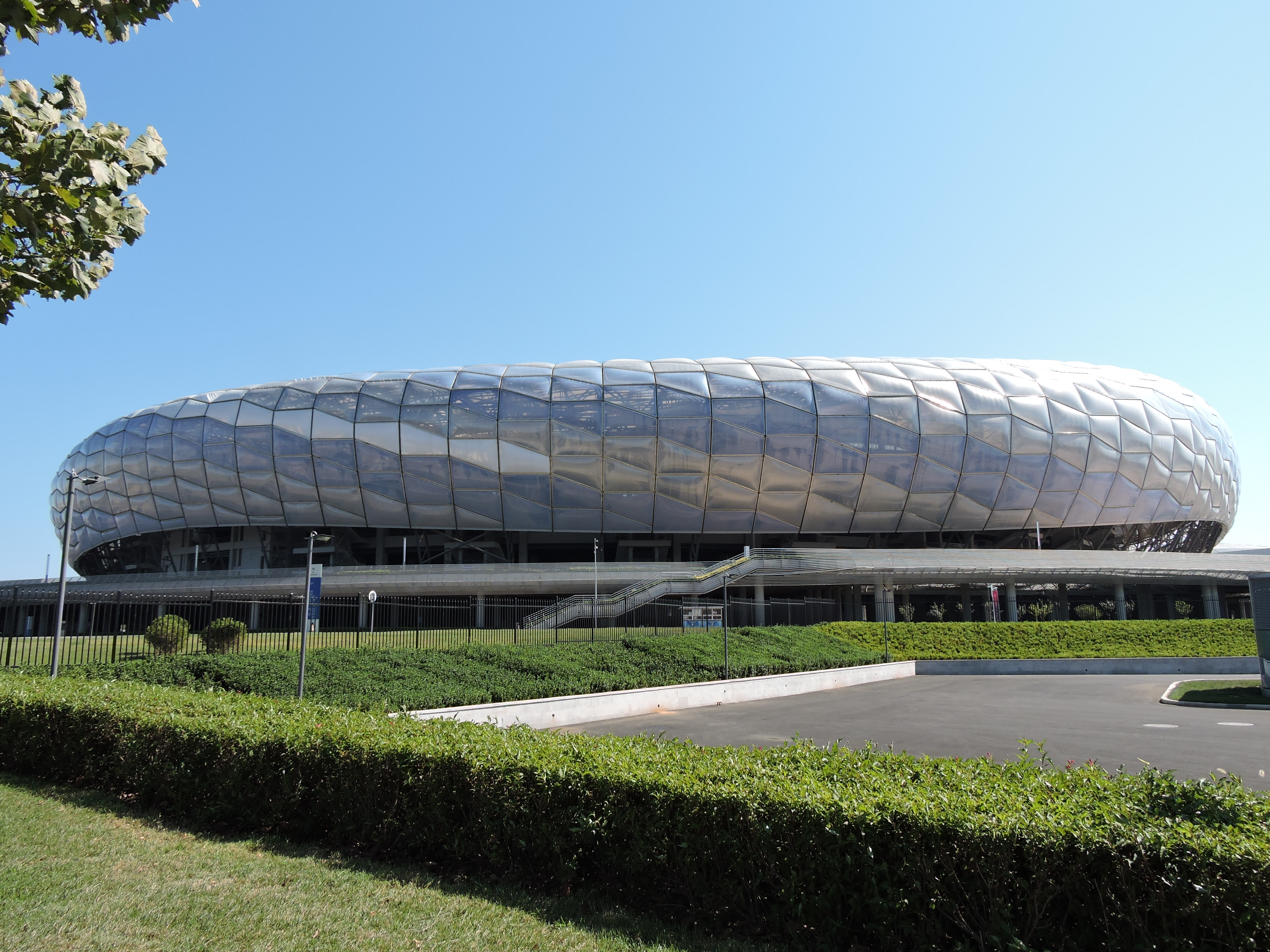

다롄 프로(런)(중국어 간체자: 大连人, 정체자: 大連人, 병음: Dàlián Ren)은 중국 랴오닝성 다롄시를 연고로 했던 축구 클럽으로 중국 갑급리그 2024 시즌 시작 전에 재정난으로 해체되었다.

## 역사
- 2009년 9월 20일: 다롄 아얼빈 그룹(大连阿尔滨集团) 유한공사가 다롄 아얼빈 축구 클럽(大连阿尔滨足球俱乐部)을 창단함.
- 2010년: 을급리그에 참가함. 을급 리그에서 우승을 차지하여 갑급 리그로 승격됨.
- 2011년: 갑급리그에서 우승을 차지하여 슈퍼 리그로 승격됨.
- 2012년 : 다롄 스더와 통합함
- 2015년 : 이팡 그룹이 팀을 인수하여 다롄 이팡(大连一方)으로 명칭 변경
- 2020년 : 다롄 프로(런)(大连人)으로 명칭 변경
- 2023년 : 시즌말 15위로 갑급 리그로 강등
- 2024년 : 1월 17일 구단 해체

## 선수 명단

### 코칭 스태프
| 직책        | 스태프     |
| ----------- | ---------- |
| 감독        | 셰후시     |
| 수석코치    |            |
| 골키퍼 코치 |            |
| 물리 치료사 |            |
| 팀 닥터     | 지아슌하오 |

## 역대 감독
| 감독            | 임기        |
| --------------- | ----------- |
| 장외룡          | 2012        |
| 최강희          | 2019        |
| 라파엘 베니테스 | 2019 ~ 2021 |

## 대회 성적
- 중국 갑급리그 : 우승 (2011, 2017), 3위 (2015)
- 중국 을급리그 : 우승 (2010)
- 중국 FA컵 : 4강 (2013, 2018, 2019, 2023)